# Bill McKnight
William Hunter McKnight, connu comme Bill McKnight, né le 12 juillet 1940 à Elrose en Saskatchewan et mort le 4 octobre 2019 à Saskatoon en Saskatchewan, était un homme politique canadien qui a été député à la Chambre des communes du Canada de 1979 à 1993. Il a servi dans différents rôles de cabinet sous le gouvernement de Brian Mulroney tels que ministre de la Défense nationale et ministre de l'Agriculture. Il a également servit comme commissaire au traité pour la province de la Saskatchewan.

## Biographie
Le 17 septembre 1984, il a été assermenté au sein du Conseil privé de la Reine pour le Canada.

## Récompenses
- Membre de l'Ordre du mérite de la Saskatchewan

## Archives
Il y a un fonds d'archives William Hunter (Bill) McKnight à Bibliothèque et Archives Canada.

## Annexe